# 丹波の大溝

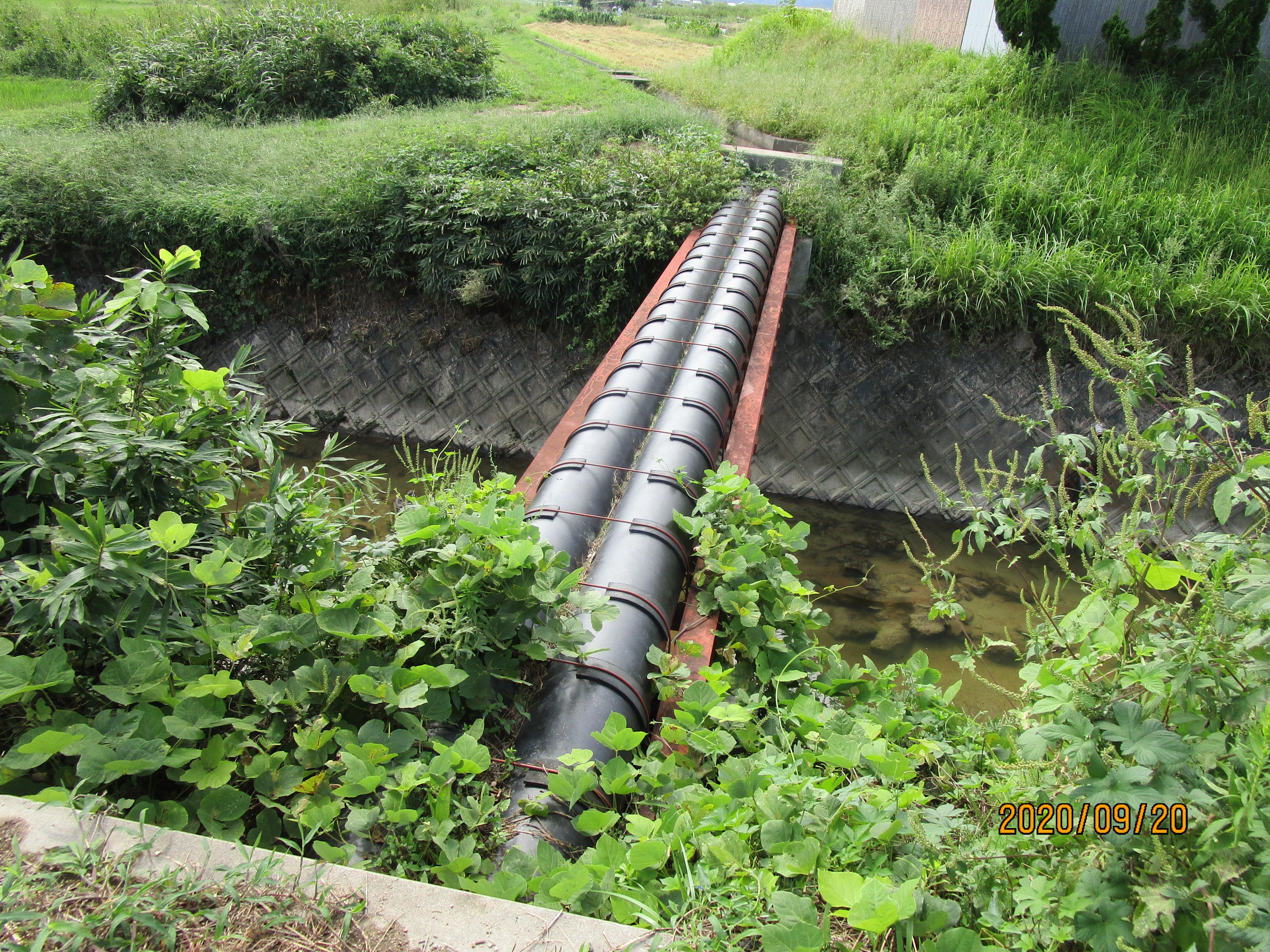
小西川の上を超える丹波の大溝の「箱どよ」

丹波の大溝（たんばのおおみぞ）は、1655年（明暦元年）に完成した京都府京丹後市峰山町の用水路である。
上流部の峰山町荒山に水門を設け、ここから用水路を京都府京丹後市峰山町丹波までひいたもので、21世紀初頭現在まで丹波の田のおよそ4割に水を供給している。

## 概要
1655年（明暦元年）以前の丹波村は田んぼよりも竹野川が低い位置にあったために、水不足に悩まされていた。江戸時代、年貢の責任は個人ではなく、村全体の問題であったことから、1648年（慶安）頃に丹波村役人の伊左衛門は夜中に提灯を立て、測量を行い、荒山に水門を設けて大溝（用水路）を掘れば、丹波村に水が行き渡ると判断した。その後、周囲の協力や藩の許可を得て、6年の歳月をかけて1655年（明暦元年）に完成させた。用水路の途中、小西川を跨ぐルート上には「大溝の箱樋（はこどよ）」と呼ばれる水道橋があり、江戸時代では木製で、この建造・修理には峯山藩の領主であった京極家の所有する権現山の木材が用いられた。この箱どよは、21世紀初頭には、塩化ビニール製に置き換えられている。

## 背景

### 工事までの経緯

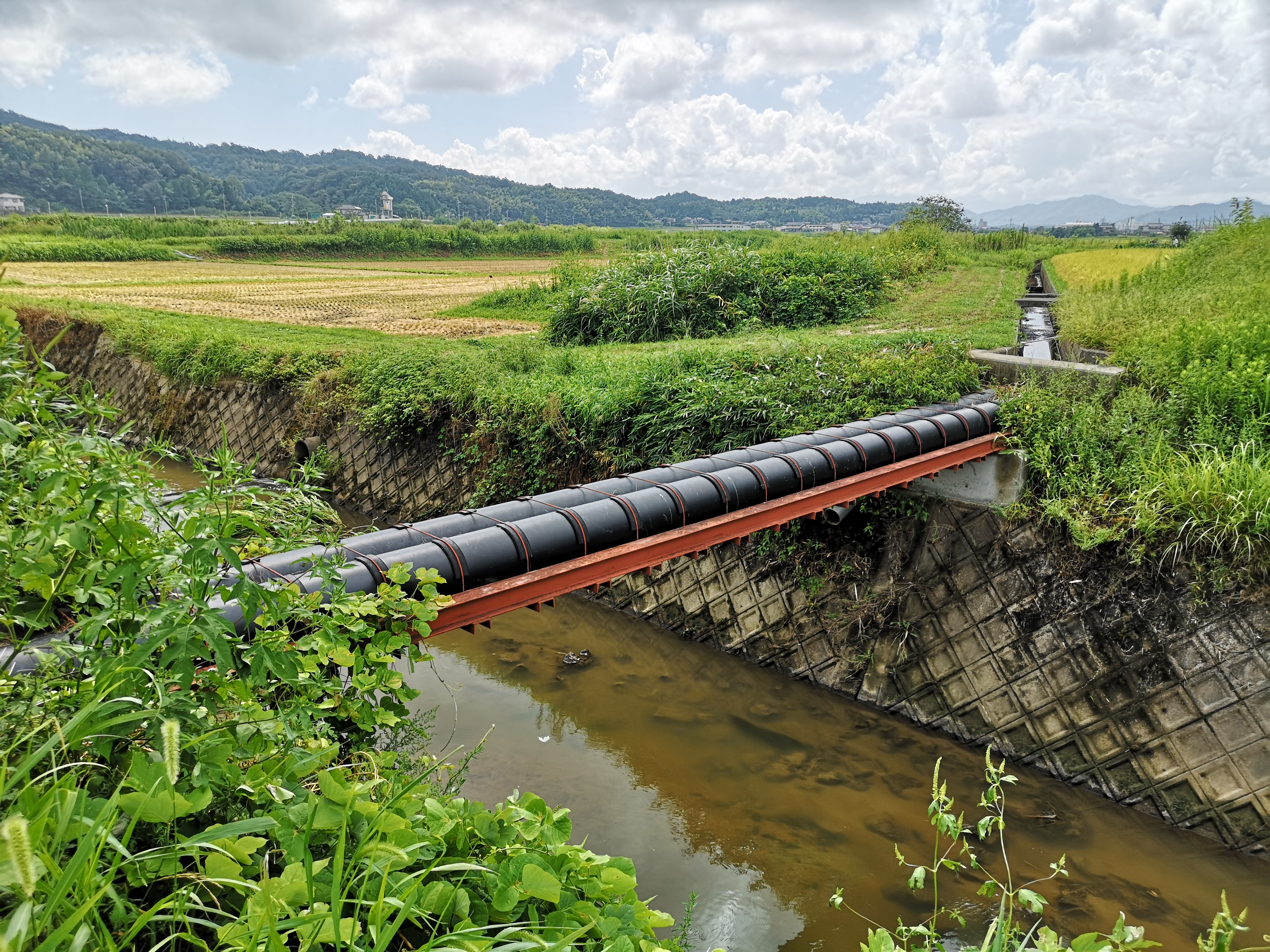
大溝と箱どよ（2020年）

丹後半島一の長流である竹野川の水量はつねに豊かであり、その支流である鱒留川、小西川、大糸川、中川などと同様に農業用水に利用されたが、中郡丹波村や矢田村の土地は竹野川よりも水位が高い平坦地で、日照りになると、渇水に悩まされた。さらに、大雨が降ると中郡全域の水が竹野川に集まることから水田が水浸しになってしまい、米の出来が悪くなってしまっていた。このため丹波では、井堰や井溝（用水路）によって数キロメートル上流の隣村地から水を導く必要があり、隣地・荒山の住民と水をめぐって争うこともあった。
1752年（宝暦3年）の『峯山明細記』に記された井堰は、竹野川流域の町内だけで3カ所あり、荒山地内の「丹波郷大井堰」と「吉沢井堰」、丹波郷の「与謝兵衛井堰」が挙げられる。このうちの「丹波郷大井堰」が、「丹波の大溝」として知られる本項である。

### 大溝堀の開始

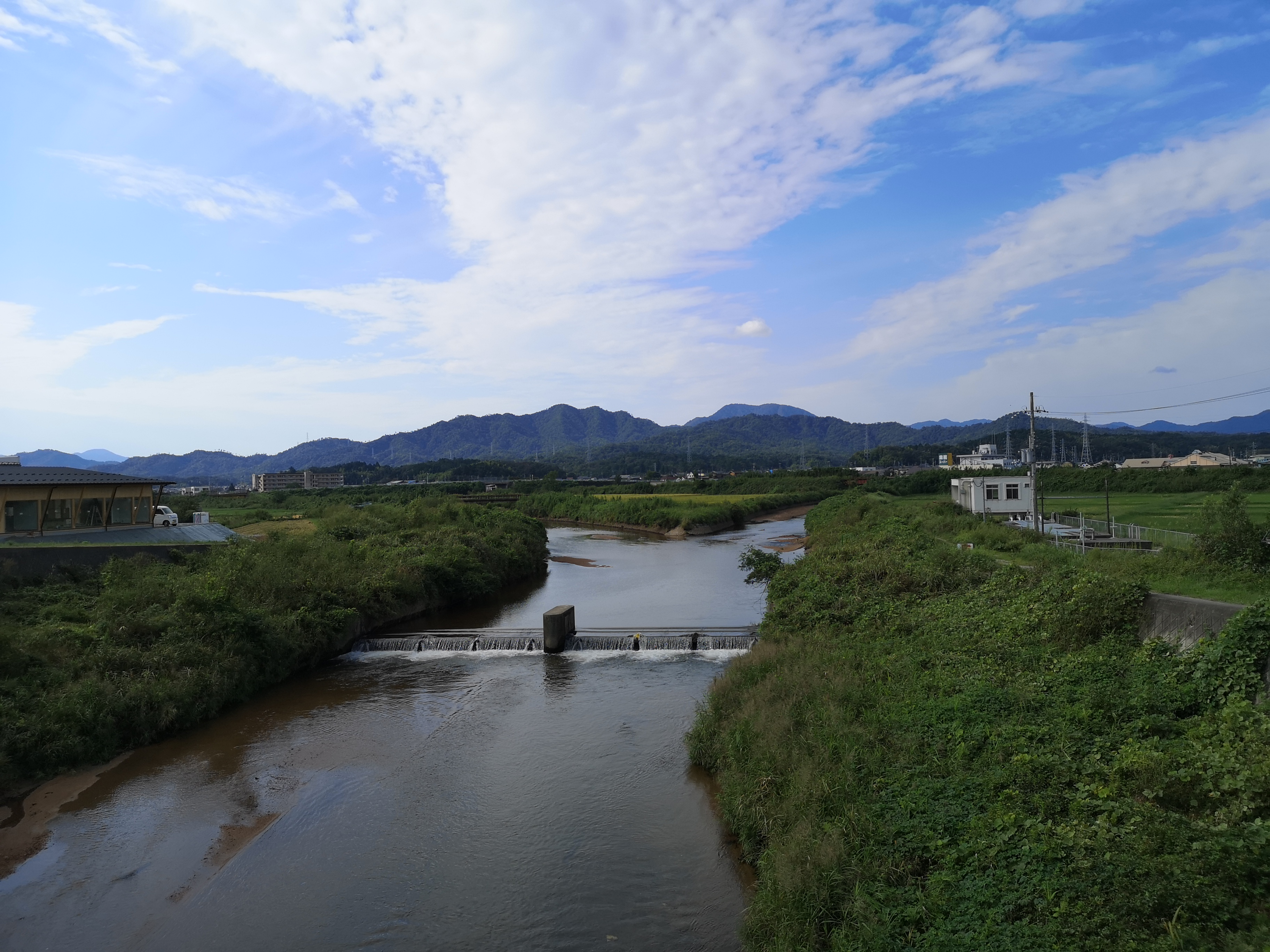
竹野川と鱒留川の合流地点。この付近から丹波へ水が引かれた。

1648年（慶安）の頃、丹波村の村役人であった伊左衛門は村民の苦悩を思い、昼間には農作業を行いつつ夜間、妻とともに数町ごとに提灯を立て、竹で作られた水平器・竹筒等を用いて地面の高低を測量した。およそ半年をかけた測量の結果、新山橋から約200メートル上流の荒山地内にある竹野川と鱒留川との出合地点から、水を水田に引くことが可能であると判断した。
伊左衛門は、村人たちに工事について数回にわたり説明をしたが、当初は理解を得られず、相手にされなかった。伊左衛門は村の庄屋と相談し、仮に完成しなかった場合は自分の首を差し出すと誓いを立て、話し合いのすえ村人の賛同と、荒山地の庄屋に荒山地内に井堰を設け、大溝を通す許可を得た。さらに、峯山藩の許可を得、1650年（慶安3年）に村の人々総出で大溝堀が始まった。この工事に対し、峯山藩も領内の村々から延べ3,619人の人足を送り込み、溝料として7石5升の引地をおこなった。
大溝工事は、荒山地内を193間、丹波地内を600間通す、総延長793間に及んだ。

### 大溝の箱樋

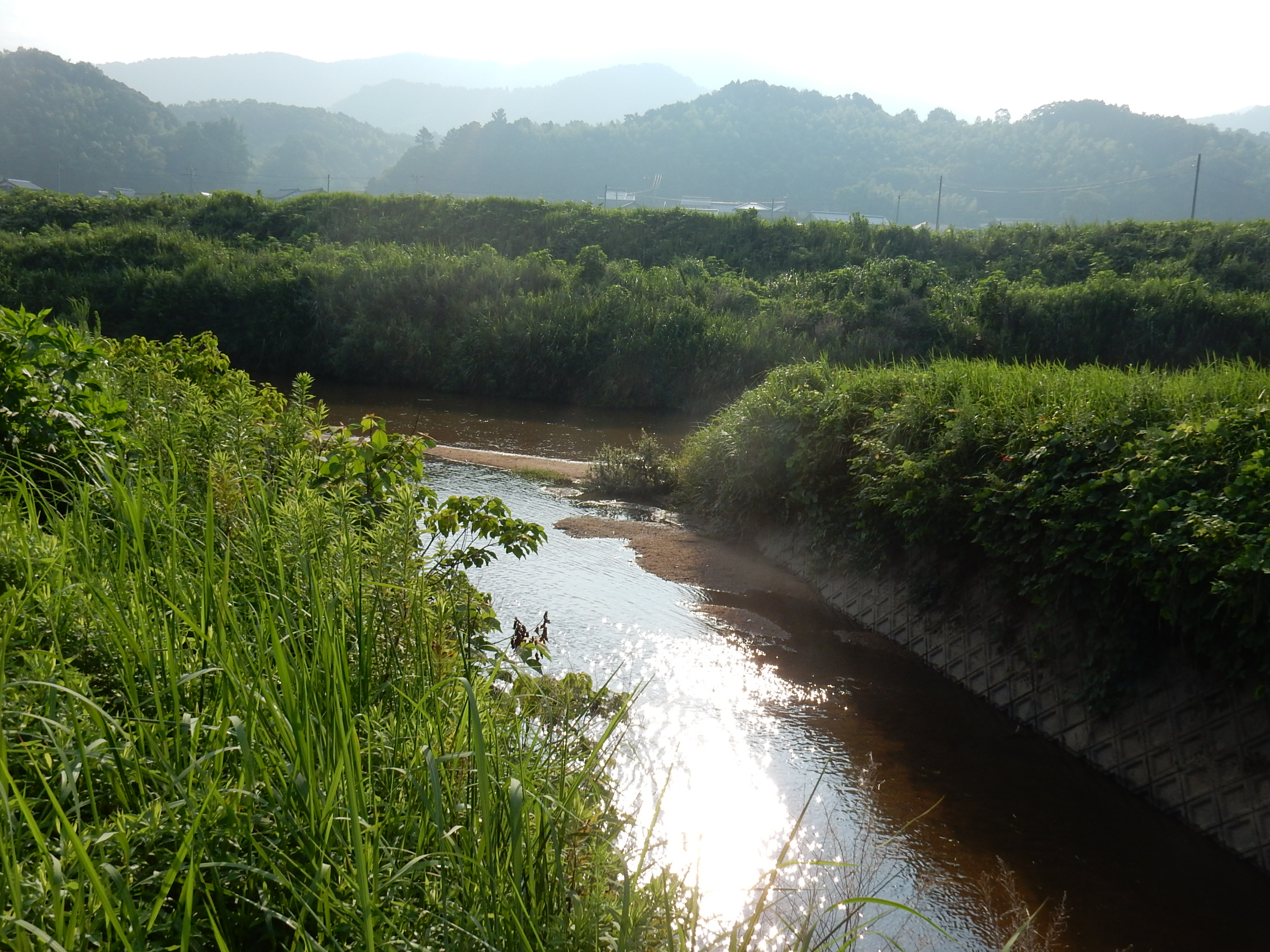
丹波区内を流れる小西川（2019年）

大溝の工事が進むと、小西川に大溝がぶつかってしまうことが問題となった。そこで伊左衛門は小西川の上に大きな箱樋を作って、対岸に水を渡すことにした。しかし、大きな箱樋を作るための木材が得られるような山は丹波村にはなかったので、藩主に直訴し、峯山藩主の土地である権現山の木を切らせてもらえるように要請した。すると、藩主は木製ではなく、より丈夫な赤銅製の箱樋を代わりに与えると言ったが、伊左衛門は村人の手でも修理や保全のしやすい木製の箱樋が良いと説明した。藩主はこの伊左衛門の先を見通した考えに感心し、必要な時に好きなだけ木を切ってよいとする許可を与えた。無事に箱樋は完成し、1655年（明暦6年）に大溝も出来上がり、6年に及んだ「丹波の大溝」工事は完了した。峰山町丹波に水がいきわたり、以後、現在まで約400年にわたり丹波郷の田の約4割にあたる200石を潤している。
その後も箱樋は権現山の木材で修繕されて用いられ、近代にコンクリート製に架け替えられたが、21世紀初頭には塩化ビニール製となっている。

## 完成後の峰山町丹波

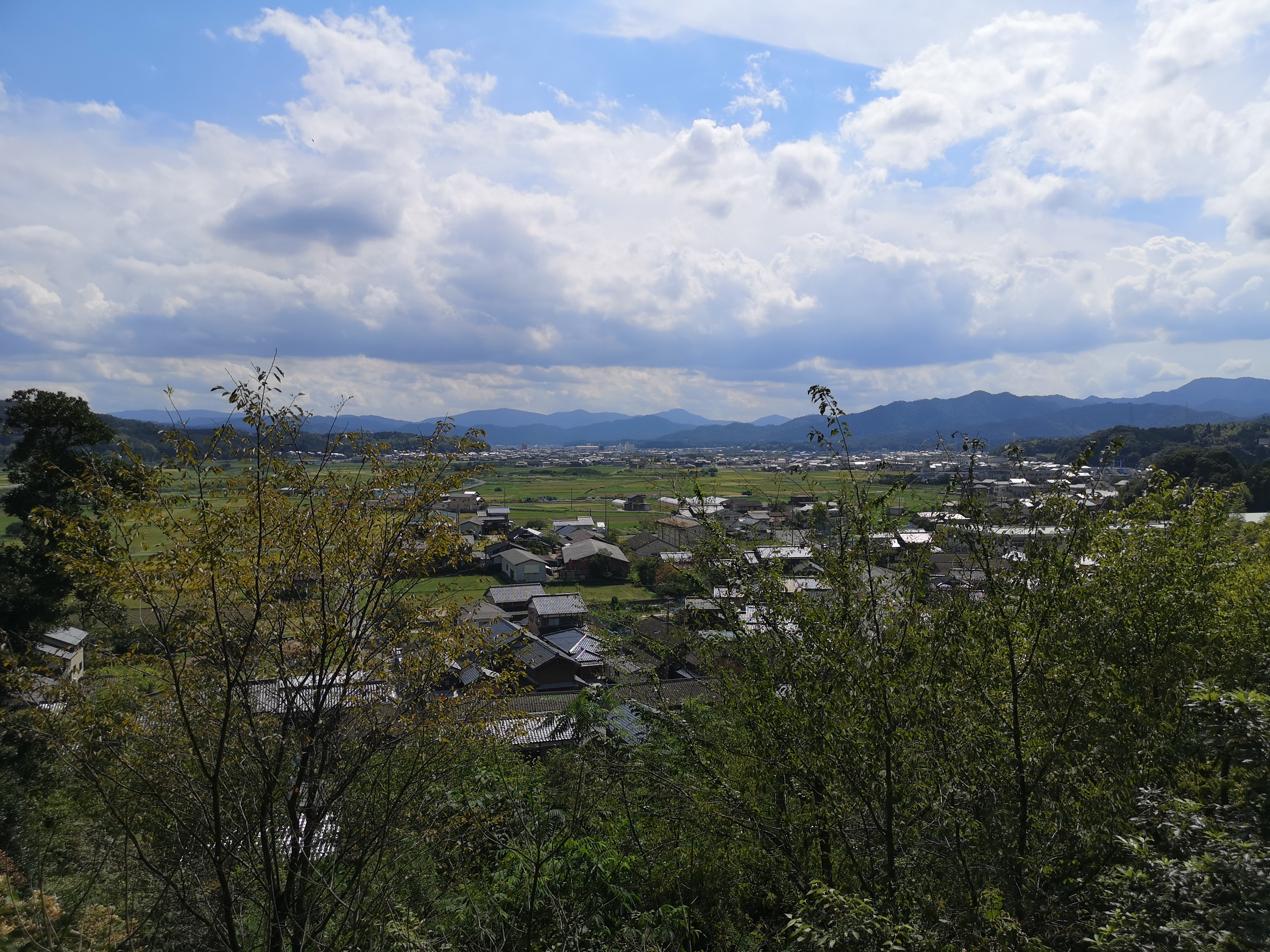
丹波城址から俯瞰した峰山町丹波

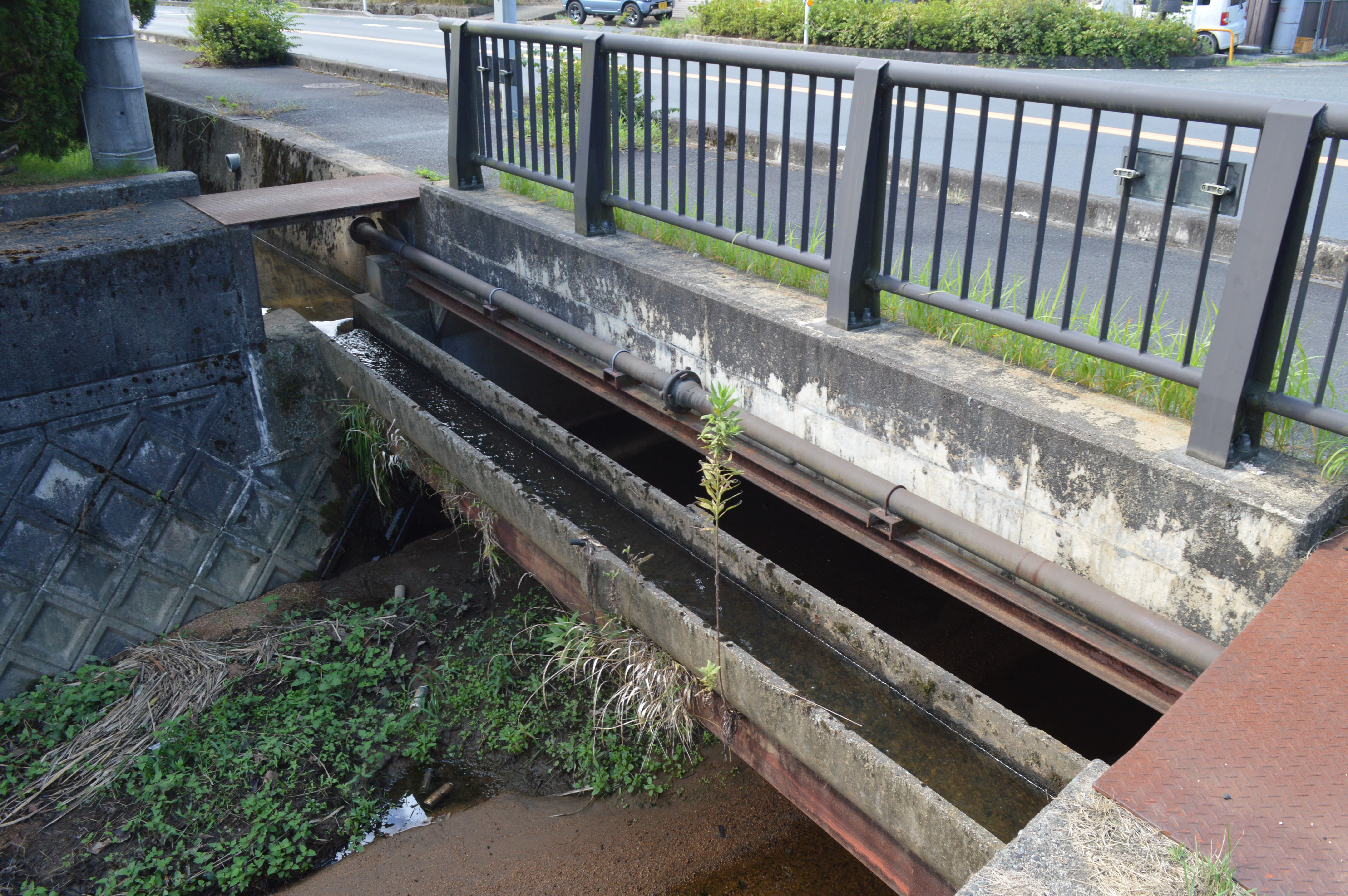
大糸川の上を超える大溝

大溝ができるまでの峰山町丹波の土地は貧しく、よその村では「嫁にやろうにも、丹波の郷にはやるな。山に木はなし、草はなし」と子守歌がうたわれたが、この後の丹波ではこの子守歌に対し、「嫁においでよ、丹波の郷においで、山に木はなし草もないけれど、年貢いらずの田がござる。」と、返し歌を歌ったという。
工事が失敗したら首を差し出すと誓っていた伊左衛門は永らえたが、里人は「矢田や丹波の郷の田開き疎水 首出せ 杭出せ 公役（やく）出すぞ」と歌った。伊左衛門は1676年（延宝4年）11月11日に死去（法名は光外宗本居士）、ともに支えた妻は1677年（延宝5年）3月16日に死去（法名は心厳妙円大姉）した。21世紀初頭においても、命日には丹波区長ら村の役を担う住民が墓参りを行う。
1937年（昭和12年）、丹波区実行組合有志は、伊左衛門の功績をしのび、丹波の大溝を一望できる村役場の裏山（愛宕山）に「大溝樋越開祖記念」碑を建立した。円柱型の碑文の基台部分に、伊左衛門をはじめ、峰山町丹波の農業用水の確保に貢献した4名の法名が刻まれている。この4名のなかには、1748年（寛延元年）に小字由里の口堤溜池の水を小字桜内に赤坂川を樋越として通すとともに、小西川の水を逆流させて田地に水を引くことも計算された樋越の開発を手掛けた助右衛門も含まれる。